# Plosca
Plosca è un comune della Romania di 6 558 abitanti, ubicato nel distretto di Teleorman, nella regione storica della Muntenia.